# 官立學校 (香港)
官立學校（英語：Government school），是指由香港政府開辦的學校的統稱，即辦學團體為香港政府，當中包括官立小學及官立中學，在過去還有分官立工業學校及官立文法學校。
現在的官立學校由政府直接辦理及經營，經費來自政府，教職員主要為公務員，部份則為合約教席。現在官立學校佔全港學校數目的少數，其餘則主要為資助學校及直接資助學校。資助學校及直接資助學校大多由宗教團體、商會及宗親會等主辦，它們的經費有相當部份來自政府的補助，然而學校的日常運作則由辦學團體而非政府負責。

## 歷史沿革
1847年12月6日，第二任港督德庇時爵士（J. F. Davis）在《轅門報》中發表，给予位于维多利亚城、香港仔和赤柱的三所学塾每月10元的资助。同时还任命了一个“教育委员会”，负责监督和管理受资助的三所学塾。这个委员会原则上不干预学塾传统的中文课程和教授方式，但由于主持该委员会的是基督教人士，他们不会放弃这个传教的机会。于是，受资助学塾的塾师每日早上向学童诵读《主祷文》，还增加了《圣经》等课程。
1854年，港英政府决定把由教育委员会管理的受资助学塾，全部收归政府办理，称为“国家义学”（Goverment Schools，或稱“皇家馆”、“皇家书馆”）。1855年，教育委员会管理的国家义学共有10所，学童400人。国家义学由政府提供教室和師資，無需交學費，不過慣例是每個學生要給銅錢二十五文，稱教師點心費（或稱茶資）。
1857年，港督委任皇家书馆监督，又称“监督学院”，由一位德意志传教士担任。并制订《皇家书馆则例》，所有的皇家书馆都要按照则例办理，经费全部由政府资助。至1859年，香港的皇家书馆已發展至十九所。至1860年，香港政府成立「教育諮詢委員會」（Board of Education）以取代教育委員會，後來政府關閉了维多利亚城的全部四所皇家书馆，將學童集中到新成立的中央書院（Central School）。
1961年，新界鄉議局決議在元朗、大埔及南約（大嶼山）各建一所官立中學。由於此等官立學校均由鄉議局出資30%創立，因此是由教育局、民政事務總署及鄉議局共管，有別於一般官校由教育局全權管治。